# Belciana caerulea
Belciana caerulea är en fjärilsart som beskrevs av George Francis Hampson 1926. Belciana caerulea ingår i släktet Belciana och familjen nattflyn. Inga underarter finns listade i Catalogue of Life.